# Teddy Caballero
Teddy Caballero Estrada (Lima, 13 de septiembre de 1960) es un exfutbolista peruano que se desempeñaba inicialmente como delantero y luego como lateral derecho, formado en las menores del Sporting Cristal.
Debutó profesionalmente en Sporting Cristal en 1981, en 1983 jugó en U.T.C. donde fue subcampeón en 1985 con el cuadro cajamarquino. 
En 1987 jugó en el Carlos A. Mannucci, el año 1988 pasó al Defensor Lima de Breña hasta 1989, su último año en la profesional.

## Clubes
| Club                    | País | Año         |
| ----------------------- | ---- | ----------- |
| Esther Grande de Bentín | Perú | 1979 - 1980 |
| Sporting Cristal        | Perú | 1981 - 1982 |
| U.T.C.                  | Perú | 1983 - 1986 |
| Carlos A. Mannucci      | Perú | 1987        |
| Defensor Lima           | Perú | 1988 - 1989 |

- Datos: Q73621931